# Tettigettula pygmea
Cigale pygmée, Cigalette pygmée
Genre
Espèce
Tettigettula pygmea, la Cigale pygmée ou Cigalette pygmée, est une espèce d'insectes hémiptères de la famille des Cicadidae (cigales), de la sous-famille des Cicadettinae présente en France. C'est la seule espèce de son genre Tettigettula (monotypique).

## Taxonomie
- Cicada pygmea Olivier, 1790 - Basionyme
- Tettigetta pygmea (Olivier, 1790) - synonyme ancien.

## Publication originale
- (fr) G. A. Olivier, 1790, Encyclopédie méthodique. Histoire naturelle. Tome cinquième. Insectes. Paris. 761 pages. (lire en ligne - p.762 : 66. Cigale pygmée)